# The Age
The Age er et dagblad, der har været udgivet i Melbourne i Australien siden 1854. The Age blev grundlagt at tre forretningsmænd i Melbourne, brødrene John Cooke og Henry Cooke, der var indvandret fra New Zealand i 1840'erne, og Walter Powell. Det første oplag udkom den 17. oktober 1854. 
Avisen er ejet og udgivet af medievirksomheden Fairfax Media. Pr. december 2013 havde The Age et gennemsnitligt oplag på 131.000 eksemplarer og 196.000 om lørdagen. Søndagsudgaven, The Sunday Age havde et oplag på 164.000.

## Eksterne links
- Wikimedia Commons har flere filer relateret til The Age
- The Age's hjemmeside

| Anime eller manga | Spire Denne artikel om medie og kommunikation er en spire som bør udbygges. Du er velkommen til at hjælpe Wikipedia ved at udvide den. |

1. ↑  Navnet er anført på engelsk og stammer fra Wikidata hvor navnet endnu ikke findes på dansk.